# Hrvatska krila
Hrvatska krila bio je časopis zapovjedništva zračnih snaga Nezavisne Države Hrvatske koji je od jeseni 1941. do 1945. izlazio svakih petnaest dana (polumjesečnik). List je izdavao Promičbeni ured Zračnih snaga Hrvatske.
Časopis je proslovima i fotografskim izvještajima pratio svakodnevni život, praktičnu obuku i borbeno djelovanje hrvatskih zrakoplovaca, uz znatan prostor posvećen promidžbi zrakoplovstva, zrakoplovne tehnike i sportskog zrakoplovstva. Odgovorni urednik časopisa bio je zrakoplovni satnik Mato Petrović, a list su uređivali profesor Alesandar Mužinić, zrakoplovni nadporučnik Borivoj Šrajer i novinar Dragutin Novaković. Članica uredništva bila je i pilotkinja Katarina Matanović Kulenović.
Od 30. kolovoza 1941. do 15. siječnja 1942. glavni urednik bio je filozof Aleksandar Mužinić.